# Jane Brownlow
Jane Macnaughton Egerton Brownlow (nacida Morgan; Paisley, 1854/1855-Londres, 14 de noviembre de 1928) fue una pedagoga, escritora, traductora y sufragista británica.

## Biografía
Brownlow nació en Paisley en 1854/1855, era hija del teniente coronel George Bernard Morgan y de Jane Macnaughton. Su padre era militar y comandante en Gibraltar. Se casó con Edward Francis Brownlow el 20 de agosto de 1872, capitán del 71.er Highland Regiment que había servido en la India. Vivió en Gibraltar hasta la muerte de su marido en 1875, cuando se trasladó a Inglaterra.
Fue una activista luchadora por los derechos de la mujer y el sufragio femenino. En 1891 estuvo a cargo de una escuela primaria en Finsbury, donde se sorprendió por la deficiente educación de las niñas de clase trabajadora. En una carta publicada en junio de 1896 en la revista feminista Shafts, señaló que las mujeres no asistían a las clases de impresión y encuadernación impartidas por el Comité de educación técnica del Consejo del Condado de Londres porque «las poderosas organizaciones de hombres no permiten que sus miembros trabajen donde hay mujeres empleadas». Las mujeres que querían entrar en el sector de la impresión y la encuadernación se vieron además perjudicadas por «las disposiciones de la Ley de educación técnica, redactadas por los hombres en su propio interés, que hacen imposible que se imparta instrucción en cualquier oficio a las personas aún no estén trabajando en él. Disposiciones como esta excluyen prácticamente a la mayor parte de las mujeres jóvenes ya  cruelmente en desventaja debido a los prejuicios».
Se interesó por las condiciones laborales de las mujeres y los niños. Observaba que las leyes que restringían el trabajo nocturno de los hombres rara vez cubrían profesiones como la danza o la enfermería y otras profesiones asociadas con las mujeres. La Women's Trade Union League le pidió que formara parte de un comité que debía analizar el papel de los niños asalariados y asesorar sobre la reforma. Otros miembros eran la socialista Margaret Macdonald y Ruth Homan.
Brownlow era miembro del Club Pioneer feminista, la Sociedad Fabiana, la Liga Humanitaria, el Gremio de Maestros y la Federación Liberal de Mujeres. También fue miembro activo de la Women's Franchise League. En 1895 viajó a Aberystwyth para reunirse con otros miembros del comité, en el que estaban Ursula Bright, Herbert Burrows, Jane Cobden Unwin y Emmeline Pankhurst. Al año siguiente secundó una moción de la Federación Liberal de Mujeres para suprimir el apoyo a los candidatos liberales que se oponían al sufragio femenino. Esta idea fue el tema central de la Women's Progressive Society a la que pertenecía Brownlow. La propuesta se desestimó después de una acalorada discusión. Brownlow fue citada más tarde a un debate público donde manifestó: "No moveré un dedo para ayudar a ningún hombre que no ayude a mis hermanas". 
Brownlow murió en Londres en 1928.

## Obras
- El trabajo de la mujer en el gobierno local, Inglaterra y Gales . Londres: David Nutt, 1911.
- The English Woman: Studies in her Psychic Evolution de David Staars fue traducida y resumida por Brownlow del francés en 1909 (Londres: Smith, Elder, 1909).
- Legislación sobre mujeres y fábricas . Londres: Women's Printing Society, 1896 (un folleto).